# Juana de Belleville

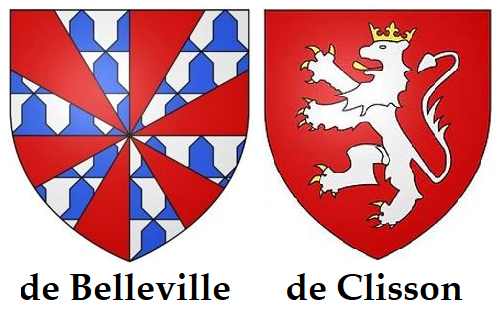
Doble escudo de armas de Juana de Clisson

Juana de Belleville (del francés: Jeanne de Belleville), conocida también como Jeanne de Clisson y apodada la tigresa bretona o también la Dama de Clisson (provincia de Poitou, ca. 1300- 1359) fue una noble francesa recordada porque se convirtió en corsaria en el siglo XIV para vengar la muerte de su marido, Olivier IV de Clisson, luchando contra el rey de Francia, Felipe VI de Francia, en los albores de la guerra de sucesión de Bretaña.

## Biografía
Era hija de Maurice IV de Montaigu, señor de Belleville y Palluau (1263-1304) y de Leticia de Parthenay (1276 - ?). Fue casada a los 12 años con Geoffroy, señor de Chateaubriant (1293-1326), con el que tuvo dos hijos. Geoffroy murió en 1326, y en 1330 Juana contrajo segundas nupcias con Olivier IV de Clisson. Tuvieron cinco hijos: Maurice, Guillaume, Olivier, Isabeau (fallecida en 1343) y Jeanne. Olivier de Clisson poseía tierras en Blain, un castillo en Clisson, y una casona en las afueras de Nantes.
Olivier IV de Clisson fue condenado en el año 1343 a la decapitación por felonía, por el rey Felipe VI de Francia. Mientras participaba en un torneo, fue arrestado y llevado a los tribunales de París por su apoyo a Juan de Montfort contra Carlos de Blois, sobrino de Felipe VI y pretendiente al trono del ducado de Bretaña. El cuerpo de Olivier fue colgado en el gibet de Montfaucon, en París, y su cabeza fue enviada a Nantes y expuesta sobre una pica en una puerta de la ciudad. Esa ejecución rápida sin que la culpabilidad fuese demostrada, chocó a sus coetáneos. Además no era costumbre que el cuerpo de un noble sufriera ultrajes póstumos. Juana no pudo perdonar al rey su crueldad y que Carlos de Blois se hubiera involucrado en aquella muerte que ella consideraba como un asesinato. Juró vengarse e hizo jurar también a sus hijos Guillaume y Olivier (Olivier V de Clisson) que vengasen la muerte de su padre.
Un gran número de señores de Bretaña abrazaron su causa y junto a ellos, comenzó una guerra sin cuartel contra el rey y Carlos de Blois. Considerando que el rey había actuado a traición, decidió, para vengarse, emplear su fortuna para levantar un ejército que acosaba las tropas partidarias del rey de Francia. Amenazada en tierra, mandó armar dos navíos para llevar a cabo, siempre acompañada de sus dos hijos, una guerra marítima en contra de los navíos comerciales franceses. Luego de algunos combates en que les provocó serias pérdidas, sus barcos cayeron en manos francesas pero Juana consiguió huir con sus hijos en un bote. Después de cinco días a la deriva, Guillaume murió de sed, de frío y de agotamiento. Juana y Olivier lograron finalmente alcanzar Morlaix, donde fueron acogidos por unos partisanos de la familia de Montfort.
Juana se refugió en Inglaterra donde su hijo Olivier, que tenía 12 años, fue educado en la corte de Eduardo III. Allí fue tratado con los mismos honores que el hijo de Juan de Monfort, el futuro Juan V de Bretaña. Jeanne de Belleville se casó en 1356 con Walter de Bentley, un noble inglés teniente del rey Eduardo III de Inglaterra en Bretaña y capitán de las tropas inglesas que combatían para Juan de Montfort contra Carlos de Blois. Por sus servicios, Bentley fue recompensado con numerosos feudos en Beauvoir-sur-mer, Noirmoutiers, Bouin, etc.
Finalmente Juana se retiró en Hennebont, en Bretaña, junto a la condesa y al joven conde de Montfort. Todos sus bienes procedentes de su matrimonio con Olivier IV de Clisson habían sido confiscados y adjudicados a Luis de Poitiers. Juana de Belleville murió en 1359.
A la muerte de Juana de Belleville, Eduardo III de Inglaterra confirmó que su hijo, Olivier de Clisson, heredaba de las posesiones francesas de su padrastro, Walter de Bentley. El mismo año, Olivier desembarcó en Francia con el rey de Inglaterra y participó al lado de Juan V de Montfort en la Guerra de Sucesión de Bretaña. El marido de Juana de Belleville, Olivier IV de Clisson, fue rehabilitado por el rey de Francia en 1360, con motivo del tratado de Brétigny. Al año siguiente, Olivier V de Clisson pudo recuperar los derechos perdidos sobre los feudos de su padre.